# Větrný mlýnek Dětmarovice
Větrný mlýnek Dětmarovice je malý větrný mlýn u silnice v obci Dětmarovice v okrese Karviná v Moravskoslezském kraji. Místo je po domluvě volně přístupné.

## Historie
Větrný mlýnek postavila rodina Kempných na počátku 20. století. Používl se k mletí až do 50. let 20. století. Mlýnek byl darován obci Dětmarovice a rekonstrukce původní budovy se provedla v roce 2012. Mlýnky podobné konstrukce byly kdysi v této oblasti velmi časté.

## Technický popis
Mlýnek se skládá z dřevěné stavby, ve které je uvnitř mlecí sestava, poháněná větrným lopatkovým kolem umístěným na příhradovém stožáru.

## Další informace
Větrný mlýnek Koukolná je druhým mlýnkem v Koukolné v místní části Dětmarovic.

## Galerie

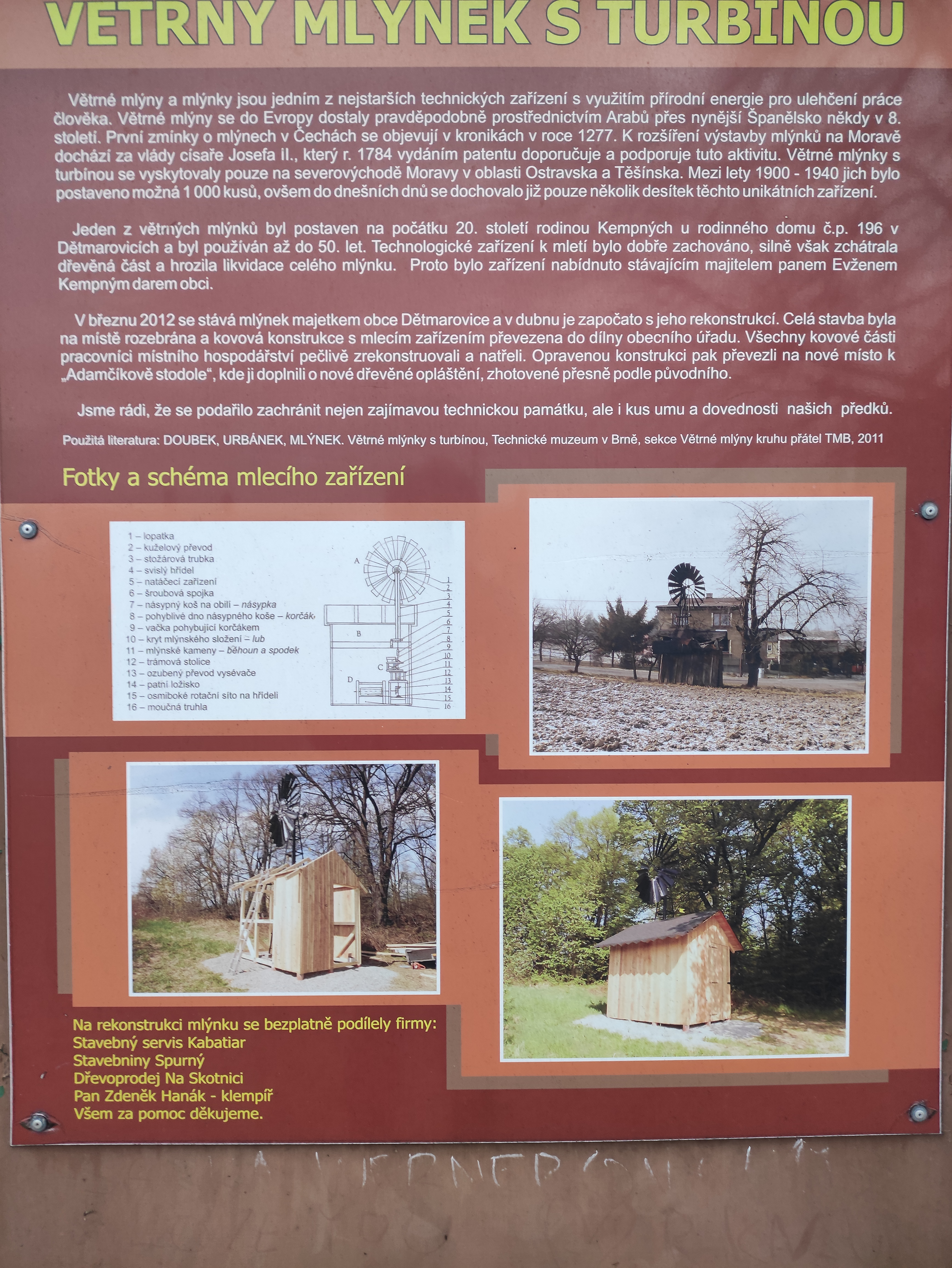
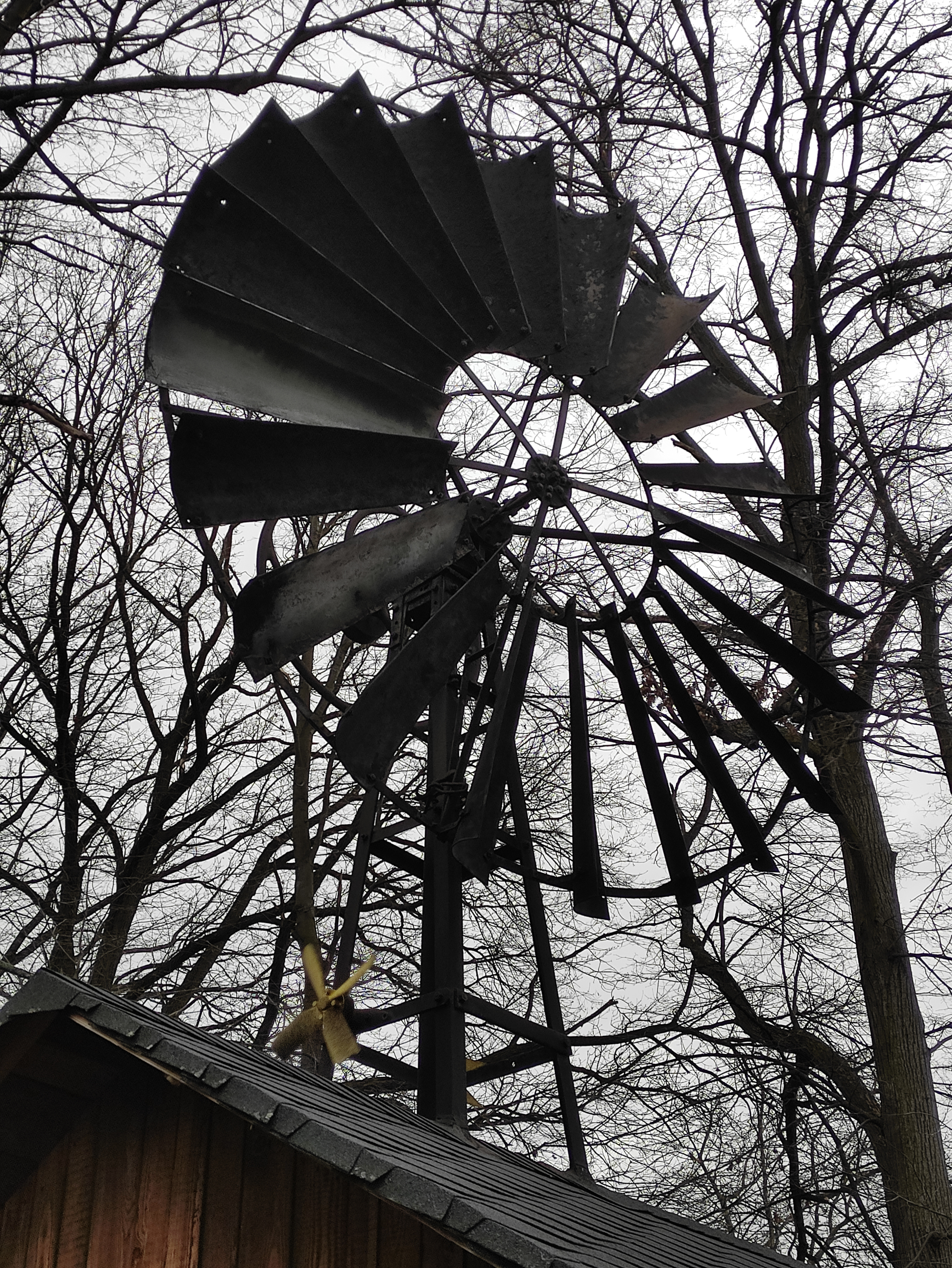